# George Gervase
George Gervase (né entre 1569 et 1571 à Bosham dans le Sussex et mort le 11 avril 1608 à Tyburn, Angleterre), est un marin britannique devenu moine bénédictin et prêtre catholique anglais, arrêté et exécuté sous le règne de Jacques Ier

## Biographie
Né dans une famille restée fidèle à la foi catholique il perd ses parents très jeune. A l'âge de 12 ans, avec deux de ses frères, il entre (d'aucuns disent qu'il aurait d'abord été capturé et forcé) au service du corsaire anglais Francis Drake comme mousse. Pendant plus de dix ans il vit la vie d'aventurier, participant à différentes expéditions contre les Espagnols (y compris en 1588 la fameuse bataille navale qui opposa les Anglais à l'Invincible Armada), naviguant dans les Antilles. Au début des années 1590 il abandonne la vie de marin et rentre en Angleterre. À cette même période, il découvre qu'un de ses frères, Henry est parti sur le continent pour pouvoir pratiquer sa foi catholique librement. Cette découverte semble l'avoir inspiré. Il décide de renouer avec la foi de son enfance, foi dont il s'était éloigné. Il rejoint son frère et se réconcilie avec l'Église catholique. En 1595 son cheminement le conduit à vouloir se faire prêtre. Il s'inscrit pour cela au collège anglais de Douai. En 1603, il est ordonné. De retour en Angleterre, il exerce son ministère jusqu'à son arrestation en 1606. Il est alors banni du royaume. 
En Europe, il est accueilli par son frère Henry qui vit près de Lille. Il décide de se rendre en pèlerinage à Rome. S'interrogeant sur son avenir, il entre en contact avec la Compagnie de Jésus. Mais, n’y étant pas admis, il retourne à Douai, et est finalement admis comme novice au monastère bénédictin anglais de Saint-Grégoire (aujourd’hui à l’abbaye de Downside). Son frère et protecteur souhaiterait qu'il reste loin de l'Angleterre où sévit la persécution contre les catholiques. Lui est déterminé à retourner en Angleterre. De retour, il est une fois de plus arrêté et incarcéré. Jugé, il est reconnu coupable du délit d’être un prêtre catholique ordonné en dehors du royaume et subit la peine réservée aux traîtres à savoir être pendu, traîné sur une claie jusqu'à la potence et mis en quart.

## Vénération
Reconnu comme un martyr catholique, il est béatifié le 15 décembre 1929 par le pape Pie XI. Vénéré par l'Église catholique, il est fêté le 11 avril et est compté dans la liste des Martyrs de Douai et des Cent sept martyrs d'Angleterre et du pays de Galles.